# 한미슬
한미슬(1993년 8월 13일 ~ )은 대한민국의 원더풀삼척 소속의 대한민국 국가대표 핸드볼 선수이다.
덴마크에서 열린 2015년 세계 여자 핸드볼 선수권 대회에 참가했다.